# Lac d'Enghien
Le lac d'Enghien [lak dɑ̃gɛ̃] est un plan d'eau d'une superficie de quarante-trois hectares, situé en zone urbaine dans le département du Val-d'Oise à onze kilomètres au nord de Paris. Il est inclus en totalité dans le périmètre de la commune d'Enghien-les-Bains, qui est née sur ses rivages au XIXe siècle, à la suite de la découverte des sources thermales les plus sulfureuses de France. Le plan d'eau est issu d'un barrage aménagé au Moyen Âge au débouché d'un marécage, situé au fond de la vallée de Montmorency. Avec son cadre de verdure et son environnement résidentiel, il se distingue dans la banlieue nord de Paris.

## Géographie
Le lac d'Enghien se situe au débouché de la vallée de Montmorency, large dépression urbanisée située entre deux buttes-témoins, reliant la vallée de la Seine à la vallée de l'Oise. La vallée n'est parcourue par aucun cours d'eau majeur, mais recouvre en réalité deux bassins versants différents : celui du ru de Liesse, se jetant dans l'Oise au nord, et celui du lac d'Enghien, alimenté par plusieurs rûs s'écoulant de la forêt de Montmorency, ainsi que de la butte de Cormeilles, et se jetant dans la Seine au sud.
Outre le plan d'eau principal, le lac possède deux extensions : le « petit lac » (ou « lac Nord »), réparti entre les territoires des communes de Soisy-sous-Montmorency et Saint-Gratien et le bassin de l'Ouest, dit « lac de la Princesse Mathilde », dépendant entièrement de Saint-Gratien. Il ne compte qu'une seule île, d'origine artificielle, l'« île des Cygnes », ainsi qu'un îlot, l'« île de la Princesse », situé au centre du bassin de l'ouest. Le lac constitue la plus importante étendue d'eau du département du Val-d'Oise.

## Hydrographie

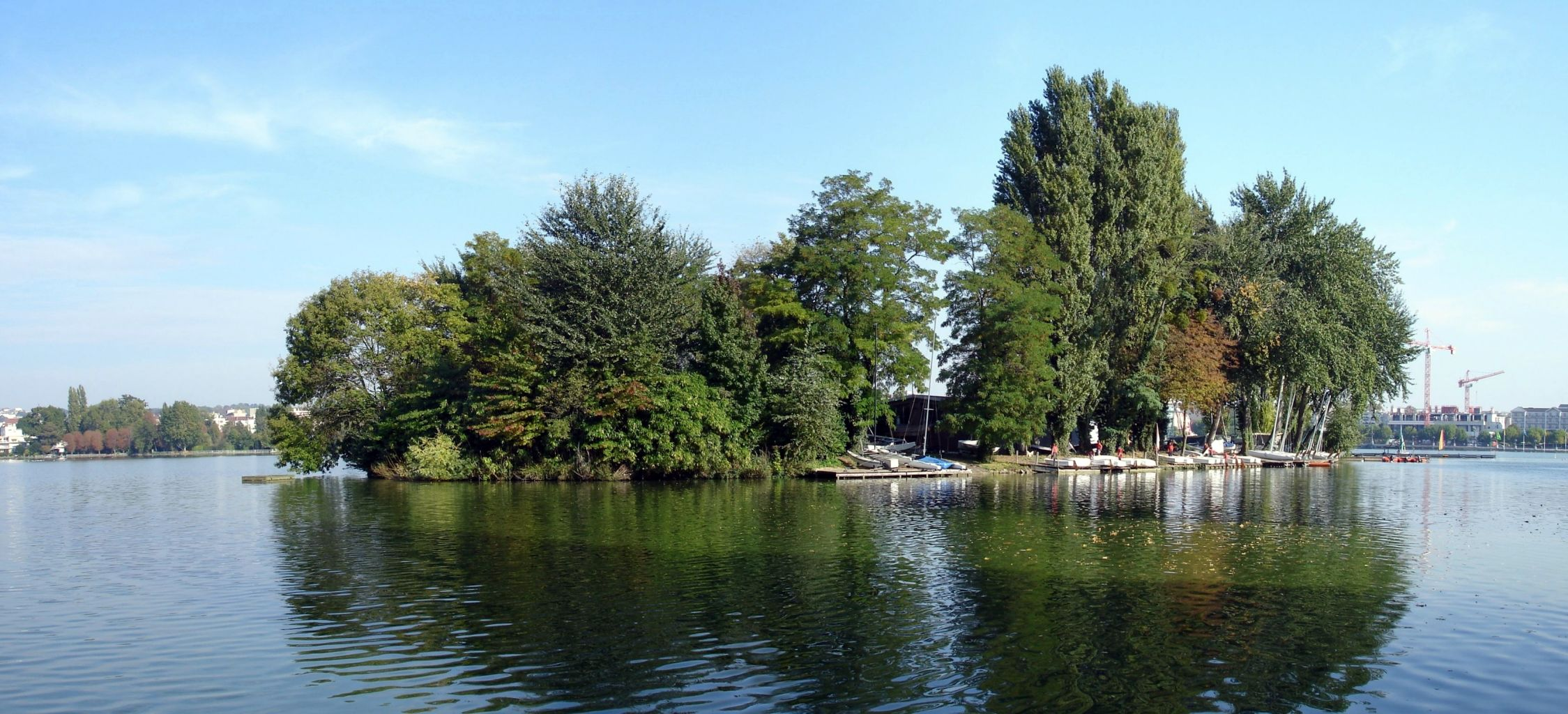
L'île des Cygnes, vue de la presqu'île aux fleurs, sur la rive occidentale. Au fond, on distingue la jetée-promenade, avec le nouvel établissement thermal en construction fin 2005.

Le lac est essentiellement alimenté par plusieurs ruisseaux, provenant pour la majeure partie de la forêt de Montmorency et alimentant le petit lac Nord : ru de la Grille (long de 2 km, provenant de la butte de Cormeilles), ru d'Enghien (long de 14,2 km, du domaine de la Chasse, en forêt de Montmorency) et son affluent, le ru Corbon (3,9 km), ruisseau d'Andilly ou des communes (long de 3,2 km, des sources d'Andilly et Soisy-sous-Montmorency) ainsi que son petit affluent provenant de la fontaine Saint-Valéry à Montmorency.
Au creux du bassin versant, l'affleurement de couches imperméables dans les zones à très faible déclivité favorise une stagnation des eaux, ce qui engendre la création de zones humides. Ainsi l'Étang Neuf sous Montmorency forme une zone marécageuse au point le plus bas de la vallée, d'environ quatre kilomètres de long sur 300 à 500 m de largeur, située entre Ermont, Saint-Gratien et Épinay-sur-Seine. En 1768, l'Etang Neuf possédait une surface de 256 arpents (soit 87 ha environ), pour une surface actuelle du lac d’Enghien de 48 ha, lac nord compris.
L'actuel lac d'Enghien proprement dit occupe une surface de 43 ha (soit 0,43 km2). D'une longueur de 930 m et d'une largeur de 500 m, son périmètre atteint 3 km. Il est très peu profond puisqu'il atteint entre 1,10 et 1,85 m  de fond, avec un maximum de 2,55 m au déversoir sous la jetée. Les relevés enregistrés vers 1900 indiquent 1,30 m au nord, 1,20 m à l'est, 1,85 m au sud et 1,10 m à l'ouest.
Au fond du lac, se trouve une couche de vase de 80 cm environ, s'épaississant avec les années et nécessitant des curages réguliers.
Ainsi fut formée l'île des Cygnes par l'amoncellement de la vase d'un curage en 1860. Elle remplace une ancienne île du même nom, située légèrement plus au nord et de la même origine. La petite île de la Princesse, formée dans le lac de la Princesse Mathilde à Saint-Gratien, possède elle aussi une origine identique. Les eaux du lac se vident par un déversoir dans le ru d'Ormesson, lui-même canalisé et souterrain, qui se jette dans la Seine à Épinay-sur-Seine. Le lac, situé à une altitude de 43 m, domine le cours de la Seine à Épinay de 22 m.

## Géologie
L'histoire géologique de la région s'inscrit dans celle, plus large, du Bassin parisien. Elle est liée à l'alternance de transgressions et de régressions marines durant les ères secondaires et tertiaires. Les considérables dépôts sédimentaires occasionnés sur les fonds marins, et les mouvements tectoniques connus par la région il y a environ cinquante millions d'années expliquent cet empilement.
Le contrecoup de l'orogenèse alpine durant le pliocène définit le relief actuel. Les couches sédimentaires sont relevées d'une soixantaine de mètres, et ondulent, formant synclinaux et anticlinaux. L'érosion reprenant son cours, les couches de roches les plus dures ralentissent l'érosion en certains points, qui deviennent des buttes-témoins.
La vallée de Montmorency, d'orientation nord-ouest/sud-est, est une portion d'un vaste pli géologique dit synclinal, s'étendant de Saint-Denis à la vallée de la Viosne, dans le Vexin français. À la fin de la dernière glaciation de Würm, la région se couvre d'une forêt tempérée décidue. Le fond de vallée, qui recueille les eaux des buttes-témoins qui l'encadrent mais n'est drainée par aucune rivière, devient une zone humide et marécageuse.
Le sous-sol sur lequel s'étend le lac est constitué d'alluvions modernes d'une épaisseur d'environ 9,50 m, composés de limons plastiques à débris ligneux, de sables fins et de sables argileux avec niveaux de tourbes compactées, sur une épaisseur atteignant parfois deux mètres. Ces tourbes ne datent que de la base de l'holocène, soit environ 11 000 ans.

## Les eaux thermales
Le lac abrite dans deux nappes sous-jacentes superposées les eaux les plus sulfureuses de France (jusqu'à 0,077 g/l), ce qui représente une teneur du double au triple de celles des eaux sulfurées sodiques des stations pyrénéennes, Amélie-les-Bains-Palalda, Cauterets ou Bagnères-de-Luchon ou encore de la fosse n° 2 - 7 des mines de Meurchin dans le bassin minier du Nord-Pas-de-Calais. Toutefois à la différence de ces stations, les eaux d'Enghien sont froides, avec une température de 11,8° à 13°.
Longtemps attribuées au volcanisme, pourtant absent du bassin parisien, on connaît aujourd'hui les origines de cette particularité. Les eaux de ruissellement transitent dans le sol pendant deux à neuf ans et alimentent deux nappes d'eau situées à 15 et 22 m sous la surface du lac. L'eau de pluie tombée dans la région traverse les couches de gypse puis de calcaire constituant la butte-témoin de Montmorency et de Cormeilles, et se charge de sulfate de calcium. Arrivant au creux de la vallée au sommet des couches de calcaire de Saint-Ouen, au contact des épaisseurs de tourbe organique au fond du lac situées sous l'épaisseur de vase, le sulfate est activé par les bactéries sulfato-réductrices présentes et se transforme en sulfure. Ce contact n'est établi que dans la partie méridionale du lac.

## Histoire

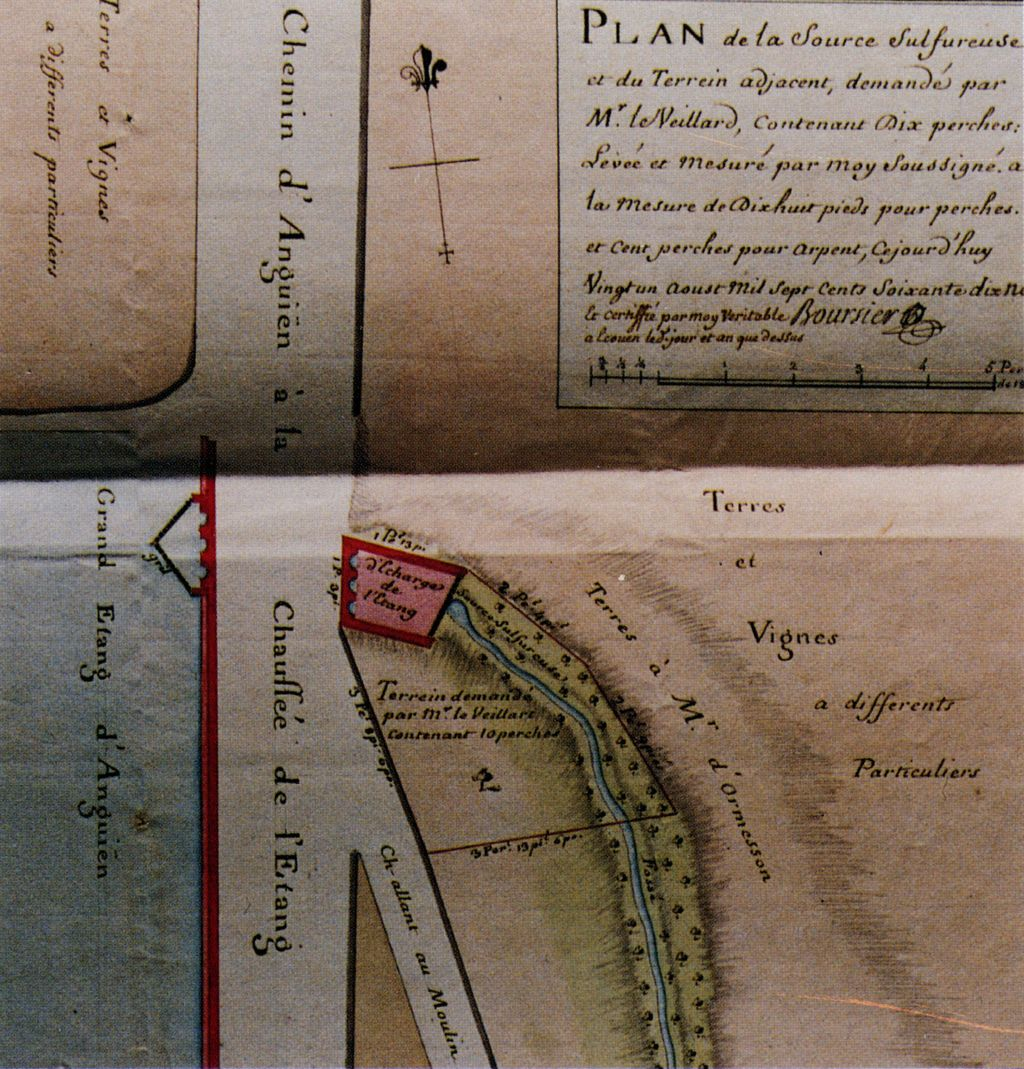
Plan de la source sulfureuse en 1779.

Durant le Ier siècle de notre ère, les romains aménagent la chaussée Jules César à travers les marais occupant le fond de la vallée. Mais le lieu, alors certainement inhospitalier, ne connaît aucune implantation et les sources thermales restent ignorées.
Jusqu'à la fin du XIe siècle, le site n'est qu'un vaste marécage au débouché de la vallée de Montmorency.
Aménagé avec une levée de terre afin de faire monter le niveau des eaux, probablement sur ordre du maître des lieux, le seigneur de Montmorency, il forme l'étang-Neuf-sous-Montmorency. Le plan d'eau ainsi formé constitue une réserve de poissons, aliment très prisé et onéreux à cette époque ; le déversoir, canalisé et régulé, fait alors tourner la roue d'un moulin. Les roseaux qui peuplent le lac sont exploités pour la construction de couvertures de cabanes et chaumières. De la même manière, sont formés l'étang d'Ermont et l'étang Coquenard à Épinay.
L'étang, toujours entouré de zones marécageuses, n'attire pas d'implantations humaines durant les siècles qui suivent. Au XVIIIe siècle, seul un moulin et deux maisons bordent les rives du lac, celle du garde, l'étang demeurant privé, et celle hébergeant le personnel au moment de la pêche, la « maison de la bonde ». L'étang fait l'objet de nombreux litiges entre le suzerain et ses vassaux, concernant le détournement des eaux ou l'entretien des rives et des rus qui l'alimentent. En 1314, les religieux du prieuré de Meynal, en forêt de L'Isle-Adam, réclament la dîme des anguilles qui y sont pêchées au seigneur de Montmorency. Durant plusieurs siècles, l'étang est baillé à des tenanciers, contre une forte redevance. Au XVIIe siècle, ils sont tenus de le ré-empoissonner régulièrement, ainsi que de planter et d'entretenir des saules sur ses rives, utiles pour la vannerie ou le cerclage des tonneaux dans une région à cette époque viticole.
Le premier moulin semble apparaître dans les textes à la fin du XIIe siècle. En 1247, il est cité sous le nom de moulin de Saint-Gratien, puis en 1368 dans le cartulaire des fiefs de Montmorency, sous le nom de Moulin de l'Estant. Érigé sur le territoire de la paroisse de Deuil, il est la propriété du seigneur de Montmorency. Les cartes du XVIIIe siècle permettent de le localiser avec précision, en retrait de la chaussée, devant l'actuel hôtel du lac. Un bief particulier contrôlé par une vanne permet de l'alimenter. Il est démoli en 1865 par la société qui exploite les eaux thermales. Outre le bief du moulin, deux autres ruisseaux s'échappent du lac : le trop plein, situé à l'emplacement de l'actuel pavillon du lac, et le ruisseau déversoir des bondes, ouvert uniquement lors du vidage de l'étang. Mais le destin du lieu change radicalement à la fin du XVIIIe siècle.
En 1766, le père Louis Cotte, oratorien à Montmorency et féru de sciences, découvre les vertus des eaux s'échappant du déversoir du lac. En effet, un filet d'eau, baptisé par les habitants « ruisseau puant » en raison de son odeur caractéristique d'œuf pourri, s'échappe de la digue. À la faveur d'une grande pêche, le père Cotte observe qu'une fois le lac entièrement vidé, le ruisseau se déverse toujours au même débit, indiquant la présence d'une source et non un simple déversoir de l'étang. Ses premières expériences ainsi que les analyses qu'il demande à l'académie des Sciences démontrent qu'il est chargé de soufre. Les vertus médicinales reconnues, un premier établissement de bains est créé en 1779.

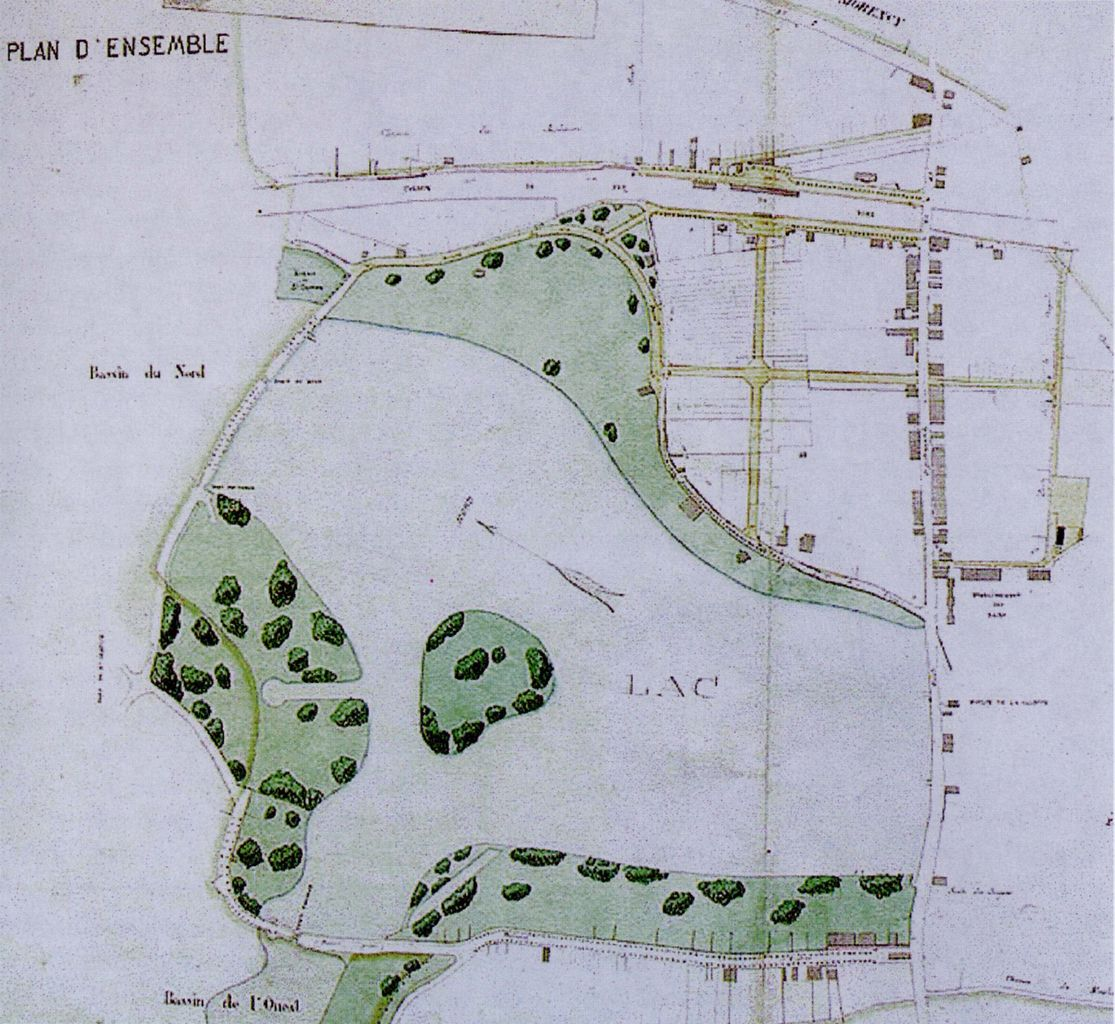
Plan d'alignement de 1853. On distingue l'ancienne île des Cygnes, déplacée plus au sud lors du curage de 1860.

Après la guérison, par les eaux d'Enghien, de l'ulcère du roi Louis XVIII en 1821, la réputation du lieu ne fit que s'accroître, apportant une urbanisation rapide des rives du lac. Sous le règne de Louis-Philippe, le petit hameau qui s'était spontanément constitué autour de l'établissement thermal connaît une croissance fulgurante : les premiers commerces apparaissent, des logements sont édifiés pour le personnel. Les marécages et roselières qui entourent encore l'étang disparaissent, et laissent place à des villas aux styles éclectiques, édifiées par la grande bourgeoisie parisienne. Alexandre Dumas relate l'évolution du lieu en quelques décennies et décrit son étonnement : 
« Le lac d'Enghien n'est pas alors un joli lac peigné, frisé, rasé comme il est aujourd'hui ; il n'avait pas sur ses bords un jardin public, plein de roses, de dahlias de jasmins, il n'avait pas sur toute sa circonférence des châteaux gothiques, des villas italiennes, des cottages anglais et des chalets suisses, il n'avait pas enfin, sur sa surface, des centaines de cygnes, venant demander l'aumône d'un échaudé aux voyageurs qui dans les bateaux, sillonnent maintenant la surface de son eau filtrée comme l'eau d'un bassin, polie comme la glace d'un miroir ; non, le lac d'Enghien était à cette époque un lac tout simplement, un vrai lac, un peu boueux pour un lac, pas assez pour un étang. Il était couvert de joncs, de nénuphars, au milieu desquels jouaient les plongeons, caquetaient les poules d'eau, et barbotaient les canards sauvages, le tout en suffisante quantité pour donner récréation à une vingtaine de chasseurs. »
En 1846, l'arrivée du chemin de fer, avec l'ouverture de la grande ligne Paris - Lille, met la station thermale à moins de vingt minutes de Paris et accroît considérablement son développement. Appelé étang de Montmorency, d'Anguien ou encore de Saint-Gratien, le lac prend son nom définitif à la création de la commune d'Enghien-les-Bains en 1850, dont il fait partie intégrante.
En 1906 et 1907, le lac sera le théâtre de premiers essais aéronautiques. Louis Blériot fait monter en 1906 un hangar dans l'ancienne propriété du peintre Isabey. Il y construit le premier appareil qu'il veut tenter de faire décoller par ses propres moyens. Après une tentative infructueuse avec le Blériot III en mai 1906, une nouvelle tentative avec le Blériot IV en novembre de la même année se révélera, elle aussi, sans succès. C'est finalement un jeune Enghiennois qui réussira un premier vol en 1908 en décollant du champ de courses d'Enghien. Maurice Chevillard (1887-1943), jeune pilote de l'aérodrome d'Étampes, fera plusieurs vols autour du lac durant l'été 1912, emportant le succès du public.
Les championnats internationaux de natation s'y tiennent en août 1914 et c'est l'occasion pour Yvonne Degraine de s'illustrer.
Le lac est également le théâtre des débuts du cinématographe en couleur : c'est sur la jetée, conjointement à Deauville et Venise, que sont réalisées les premières prises de vue en couleur par Charles Pathé, qui expérimente là un nouveau procédé, la trichromie.
Après la Première Guerre mondiale, le lac souffre d'un envasement important : à partir du mois de mai, tout l'espace entre l'île des Cygnes et la jetée-promenade est envahie d'herbes, qui entravent gravement la navigation. Durant l'hiver 1926-1927, des dragues à godets procèdent à son curage : la vase collectée est transportée dans des barges vers le pont du Nord, où elle est emmenée par une noria de camions. Toutefois, ces travaux n'empêchent pas le retour des herbes dès l'année suivante. Une bande de canards est même lâchée sur le lac afin de les faire disparaître, en pure perte. Au lendemain de la Seconde Guerre mondiale, la vase s'accumule de nouveau, et le lac Nord est en voie d'assèchement. En 1959 : la SEETE (Société d'exploitation des eaux et thermes d'Enghien) procède à un nouveau curage du lac, qui n'avait pas eu lieu depuis l'hiver 1926-1927 grâce à un emprunt garanti par la ville. Le lac est alors curé à une profondeur de 1,24 m, à l'exception de sa partie ouest et derrière l'île. Des « suceuses » aspirent la vase, qui est dirigée, grâce à de longs tuyaux, dans le lit du ruisseau qui alimente le lac Nord. L'eau et la vase mélangée sont déposées sur un terrain situé à la limite d'Eaubonne et Saint-Gratien, à l'emplacement d'anciennes cressonnières, sur un terrain appartenant à la commune d'Enghien-les-Bains. Un nouveau curage est effectué en l'an 2000.

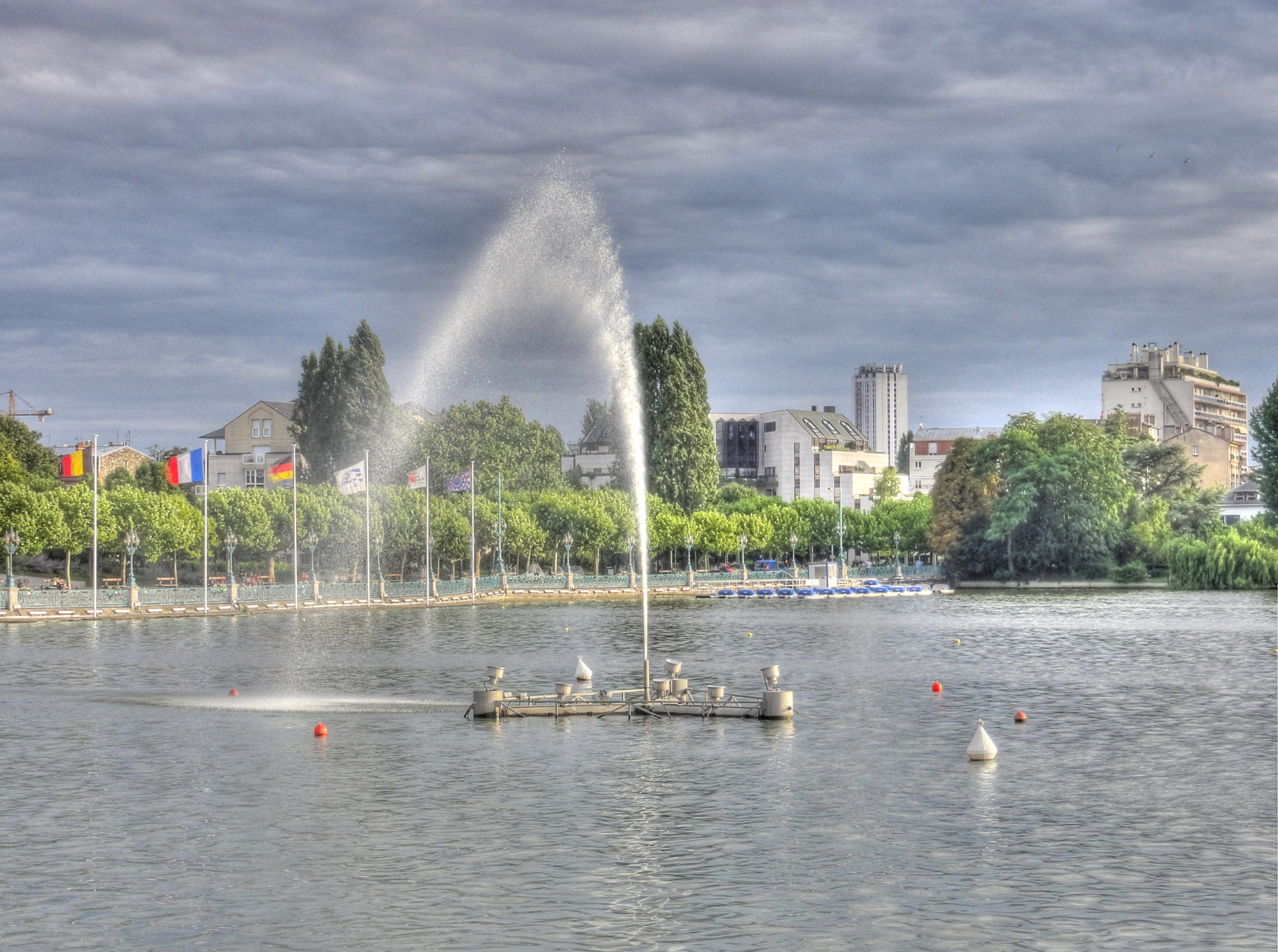
Le jet d'eau et la jetée du lac (photo HDR).

Le problème disparaît après les années 1950, où un vaste réseau d'égouts, collecteurs et bassins de décantation est achevé dans la région par le syndicat intercommunal d'assainissement, permettant de supprimer en amont le déversement direct des eaux usées dans les ruisseaux alimentant le lac. Les problèmes d'eutrophisation, conséquence d'un enrichissement excessif en matière nutritive qui provoque la prolifération de la flore aquatique, semblent maîtrisés. L'apport brutal de matière organique à la suite de violentes précipitations, a en effet longtemps provoqué une mortalité élevée des poissons.
Toutefois, le lac, situé au cœur d'une zone urbaine dense, demeure un écosystème à l'équilibre fragile. À la fin des années 2000, une étude est lancée en partenariat avec l'université Paris Jussieu et le CNRS. Elle a pour objectif de fournir des informations, en particulier en matière d'oxydimétrie, afin de mieux protéger les eaux du lac par une réglementation adaptée qui s'imposera aux usagers du lac et aux riverains.
Depuis 1942, le lac et ses rives, dans le périmètre de l'avenue de Ceinture et du boulevard du Lac, ainsi qu'une partie de la jetée et du bassin de l'Ouest, constituent un site inscrit. Afin de renforcer la protection du site au-delà de ces limites, une zone de protection du patrimoine architectural, urbain et paysager (ZPPAUP) a été créée par arrêté municipal en date du 9 octobre 2007. Elle décrit les règles architecturales, urbaines et paysagères qui s'imposent à tous, afin de pérenniser l'harmonie architecturale qui constitue le cadre du lac et de ses rives et garantir sa mise en valeur.
En Juin 2007, un jet d'eau flottant est mis en place sur le lac, devant le casino.

## Faune

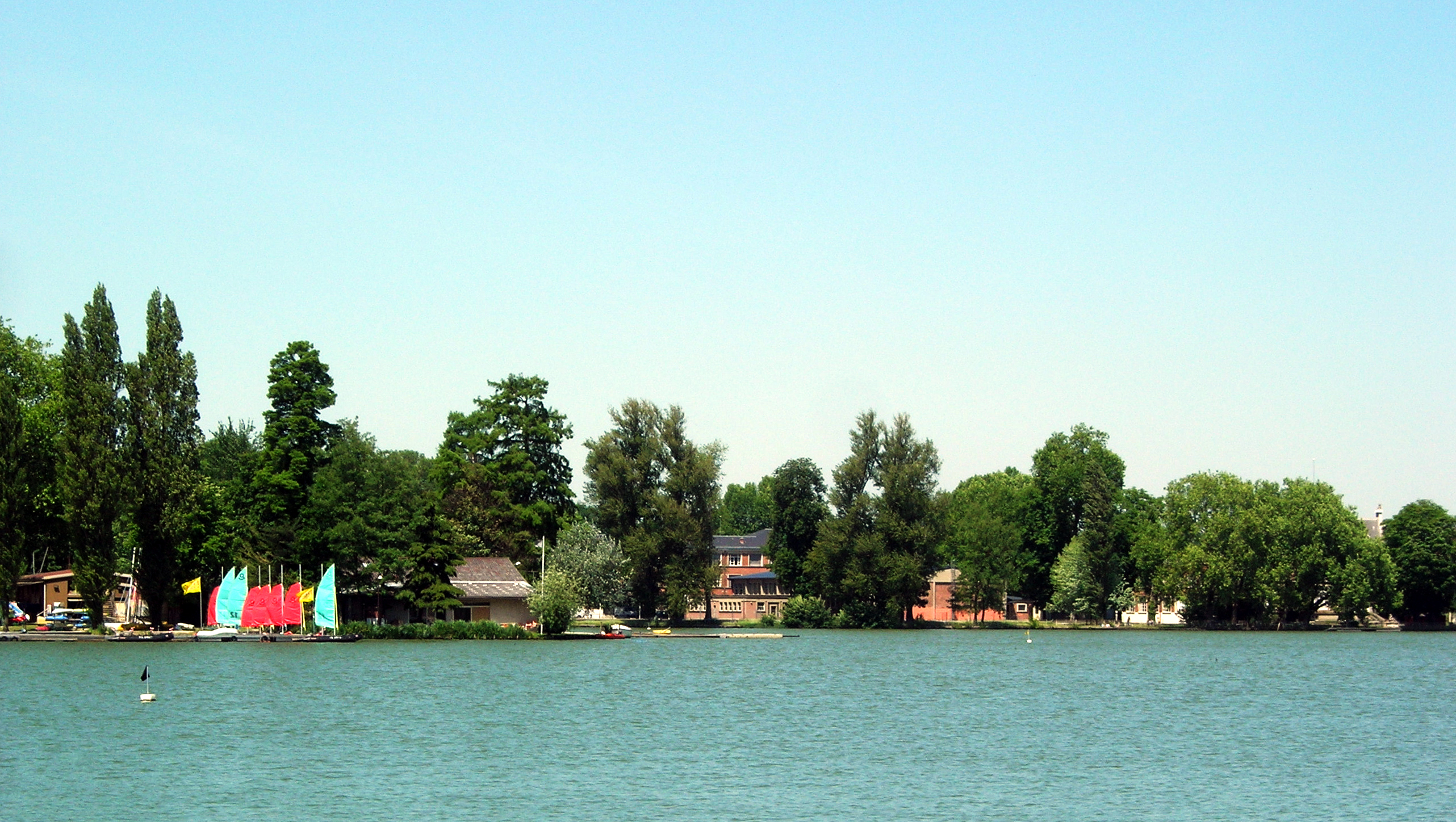
Le lac et le lycée d'Enghien-les-Bains.

Le lac d'Enghien est particulièrement riche en poissons : le plan d'eau abrite, selon les estimations, entre huit et dix tonnes de poisson.
Les espèces dominantes sont : le gardon, la tanche, le carassin, le rotengle, la carpe, ainsi que des carnassiers tels le sandre, la perche et le brochet. On y trouve également des anguilles, de petite taille, ou des écrevisses, ces dernières néanmoins en voie de disparition. Des poissons-chats sont également présents, néanmoins ils n'empêchent pas la reproduction naturelle des autres espèces.
Plusieurs espèces d'oiseaux peuplent la surface du lac : canards colverts, cygnes, oies... le plan d'eau constituant en outre une étape pour les oiseaux migrateurs.
Par ailleurs, des tortues naines de Floride occupent depuis les années 2000 l'île de la Princesse-Mathilde, située au centre du bassin de l'ouest et sont considérées comme des espèces envahissantes.

## La pêche sur le lac
On procédait jusqu'au début du XXe siècle à une pêche générale en vidant le lac entre le 1er novembre et le 31 mars. Cette pêche avait lieu tous les trois ans puis cinq ans. Les poissons se concentraient progressivement à hauteur du déversoir où ils étaient ramassés au filet. Près de 5 000 kg de poissons furent prélevés en 1905. Ces pêches disparurent après la Première Guerre mondiale.
Depuis 1986, il existe une société de pêche, l'APPLE, qui gère la faune piscicole et le droit de pêche sur les lacs. Le permis de pêche est obligatoire et disponible a l'office du tourisme de la ville. Afin de s'adapter à l'évolution de la pratique halieutique, deux types de cartes sont proposées, à la journée ou à l'année. En général, trois concours de pêche sont organisés chaque année. Toutefois, le braconnage est présent, chose rare en milieu urbain. Une école de pêche est également subventionnée par la municipalité : elle est destinée à favoriser la pratique de la pêche, en voie de régression dans le Val-d'Oise, par les jeunes de huit à seize ans. L'APPLE réunissait environ quatre cents adhérents début 2008.

## Les problèmes environnementaux

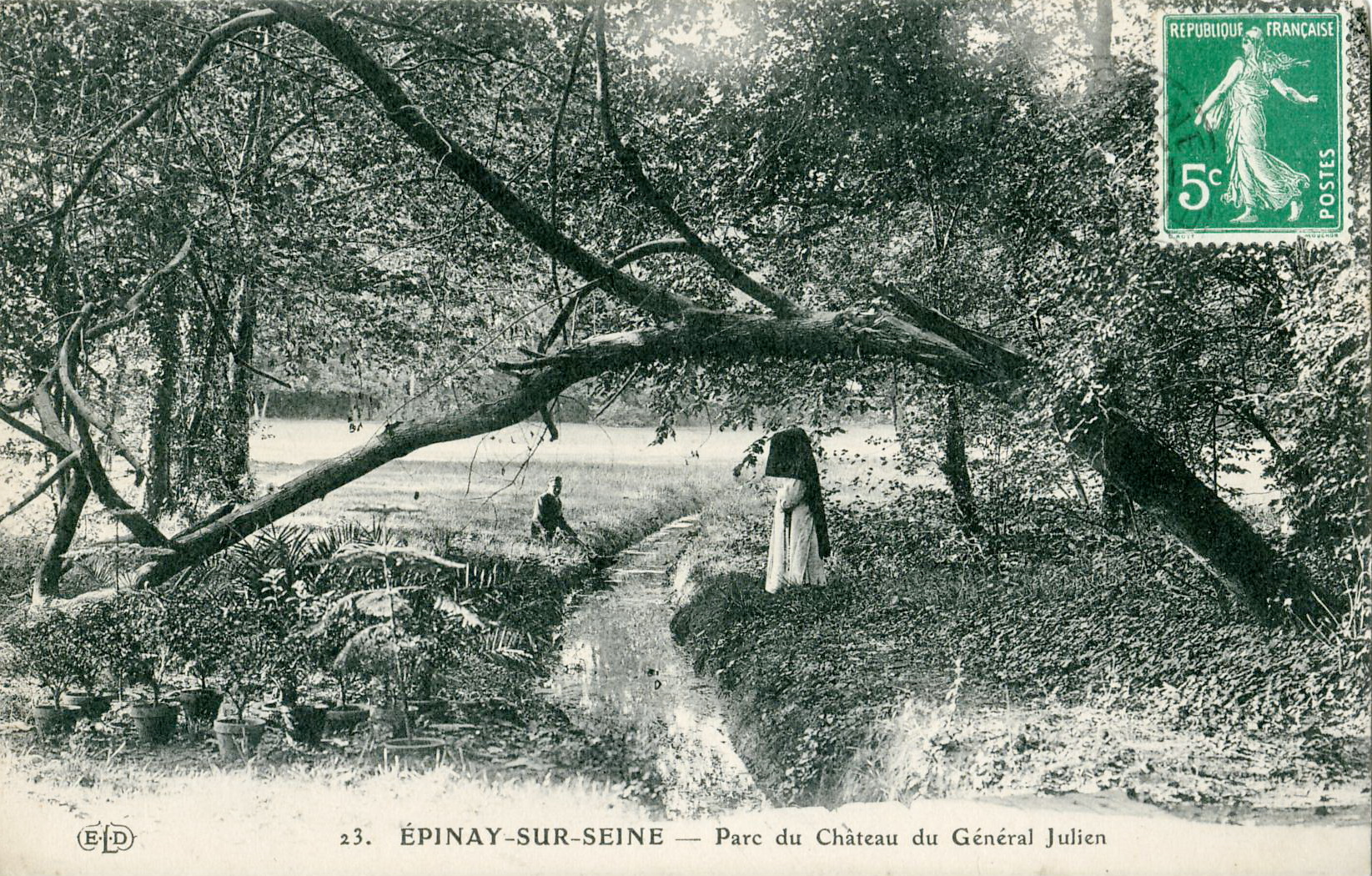
Au début du XX, les eaux du lac d'Enghien s'écoulaient dans le ru d'Enghien à travers Épinay-sur-Seine, où elles se rejetaient dans la Seine.

Situé au débouché du principal bassin versant de la vallée de Montmorency, le bassin versant du ru d'Enghien, zone qui a connu une très forte urbanisation depuis le XIXe siècle, le lac connaît depuis longtemps divers problèmes environnementaux.
Dès 1909, la construction d'un égout circulaire autour du lac est envisagée, mais ce projet ne connaît aucune réalisation concrète. En 1929, le Syndicat Intercommunal d'Assainissement de la Région d'Enghien-les-Bains (SIARE) est créé pour faire face aux problèmes croissants de gestion des eaux usées qui se déversaient, indifféremment des eaux pluviales, dans le lac. Dès 1931, il met à l'étude, puis réalise, un réseau collecteur qui concerne vingt-et-une communes. Les eaux pluviales du bassin versant sont alors orientées vers Épinay-sur-Seine, dans l'émissaire Saint-Denis - Achères. En 2010, le syndicat est présidé par le maire de Deuil-la-Barre.
En raison de l'urbanisation, tous les rus qui alimentent le lac sont canalisés et cheminent par des collecteurs souterrains dans la partie aval de la vallée de Montmorency. Seuls quelques tronçons, bien en amont du lac et notamment au sortir de la forêt de Montmorency, s'écoulent encore à ciel ouvert.
Les eaux à la sortie du lac sont, elles aussi, canalisées. Elles empruntent les réseaux unitaires (eaux usées et eaux pluviales mêlées) de la direction de l'eau et de l'assainissement de la Seine-Saint-Denis (DEA 93) et du Syndicat interdépartemental pour l'assainissement de l'agglomération parisienne (SIAAP) pour être acheminées et traitées à la station d'épuration d'Achères avant d'être restituées en Seine.
En raison d'une épisode de canicule en Ile-de-France au mois d'août 2020, la température de l'eau est montée et le lac a souffert d'un manque d'oxygénation. Ce phénomène a entraîné la mort de plusieurs milliers de poissons, générant notamment une odeur nauséabonde pour les personnes habitant à proximité.

## Navigation

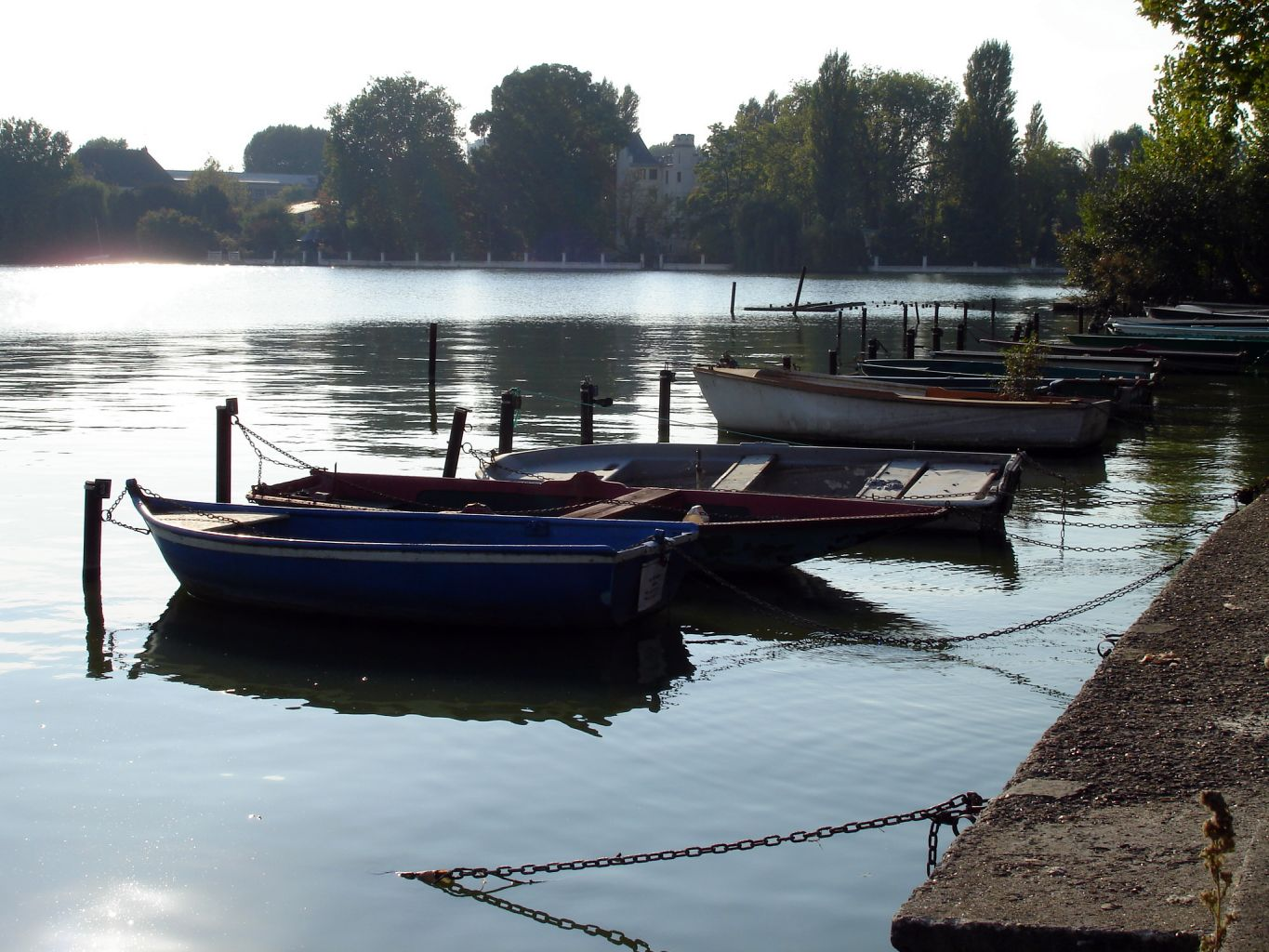
Barques avec, au fond, le château écossais.

On ignore depuis quand on navigue sur le lac. La société nautique d'Enghien fut créée dès 1885. Elle propose des activités et des événements sportifs de navigation sur le lac.
Au fil du temps, de nombreuses activités se sont déroulées sur le lac, de la promenade en barque aux courses de dragon boat, de l'hydravion à la voile selon de nombreux modèles, dont l'un, peu profond, a été conçu spécialement pour la navigation sur le lac d'Enghien. C'est le Chamois qui a la particularité d'avoir une petite quille.
L'aviron y a toujours été pratiqué. Le lac a vu naître des champions d'aviron comme de voile au niveau olympique et mondial (Henri Barrelet, Jean-Claude Stafler, Jean-Pierre Bremer, Antoine Orieux, Nicolas Lourdaux, Cyril de Seguin) mais aussi des dirigeants de club qui ont beaucoup influencé la politique sportive du département : Jean Bouvelle, Jacques Bloch...
Il existe aujourd'hui quelques kayaks et quelques planches à voile. Les pédalos y sont de même très présents. Des rassemblements de gréements traditionnels se déroulent chaque année impaire à l'automne, la fête rétro-nautisme. En revanche, la nature du plan d'eau, très peu profond et établi sur une épaisse couche de vase, y interdit la pratique de la natation.

## Tourisme
Le développement du thermalisme apporta la création d'un établissement thermal puis d'un casino sur les rives du lac. Ce dernier demeure aujourd'hui le seul casino situé à moins de cent kilomètres de Paris, et le premier casino de France par ses recettes. Deux hôtels sont implantés sur la jetée du lac : le grand hôtel et l'hôtel du lac, respectivement classés quatre et trois étoiles. Les deux hôtels, l'établissement thermal ainsi que le casino sont exploités par le groupe Lucien Barrière.
La jetée du lac, nommée esplanade Patenôtre-Desnoyers, avec ses lampadaires et sa rambarde de style Art nouveau, est devenue l'image emblématique de la ville et sert quelquefois de décor naturel pour des plans de scènes de films. Plantée de platanes centenaires, elle constitue le principal cadre des animations de la commune : feu d'artifice tiré sur le plan d'eau, concerts en plein air, parfois sur une scène flottante comme lors du concert des chœurs de l'Armée rouge en juin 2010, ou encore marché de Noël.
Outre les animations municipales, le lac constitue le cadre de divers événements culturels ou sportifs, comme le rassemblement de vieux gréements, chaque année impaire, ou une étape du championnat du monde de Wakeboard depuis 2004. Il est également le cadre d'expression artistique contemporaine : en juin 2010, dans le cadre du Grand Pari(s) de l’art contemporain, Angie Be, une ex-candidate de l'émission de téléréalité « Secret Story », a vécu 24 heures dans une bulle sur le lac d'Enghien tout en étant filmée.
Il est possible de faire le tour du lac à pied, mais la vue sur ce dernier, bordé de villas, n'est possible qu'en quelques endroits : la jetée-promenade au sud, le jardin de la villa du lac (45, avenue de ceinture) à l'est, la promenade Éric-Tabarly au nord, le pont de la muse et le jardin de la presqu'île aux fleurs et aux oiseaux à l'ouest.

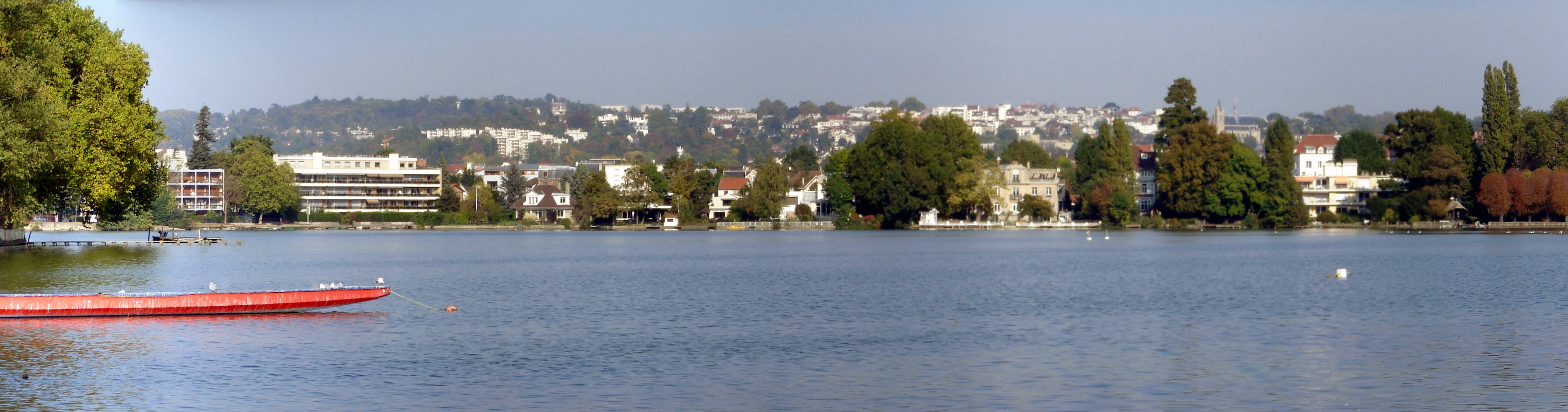
La ville de Montmorency sur sa colline vue de la rive occidentale du lac d’Enghien. On distingue la promenade Éric-Tabarly, au fond à gauche devant les immeubles.

## Galerie de photos

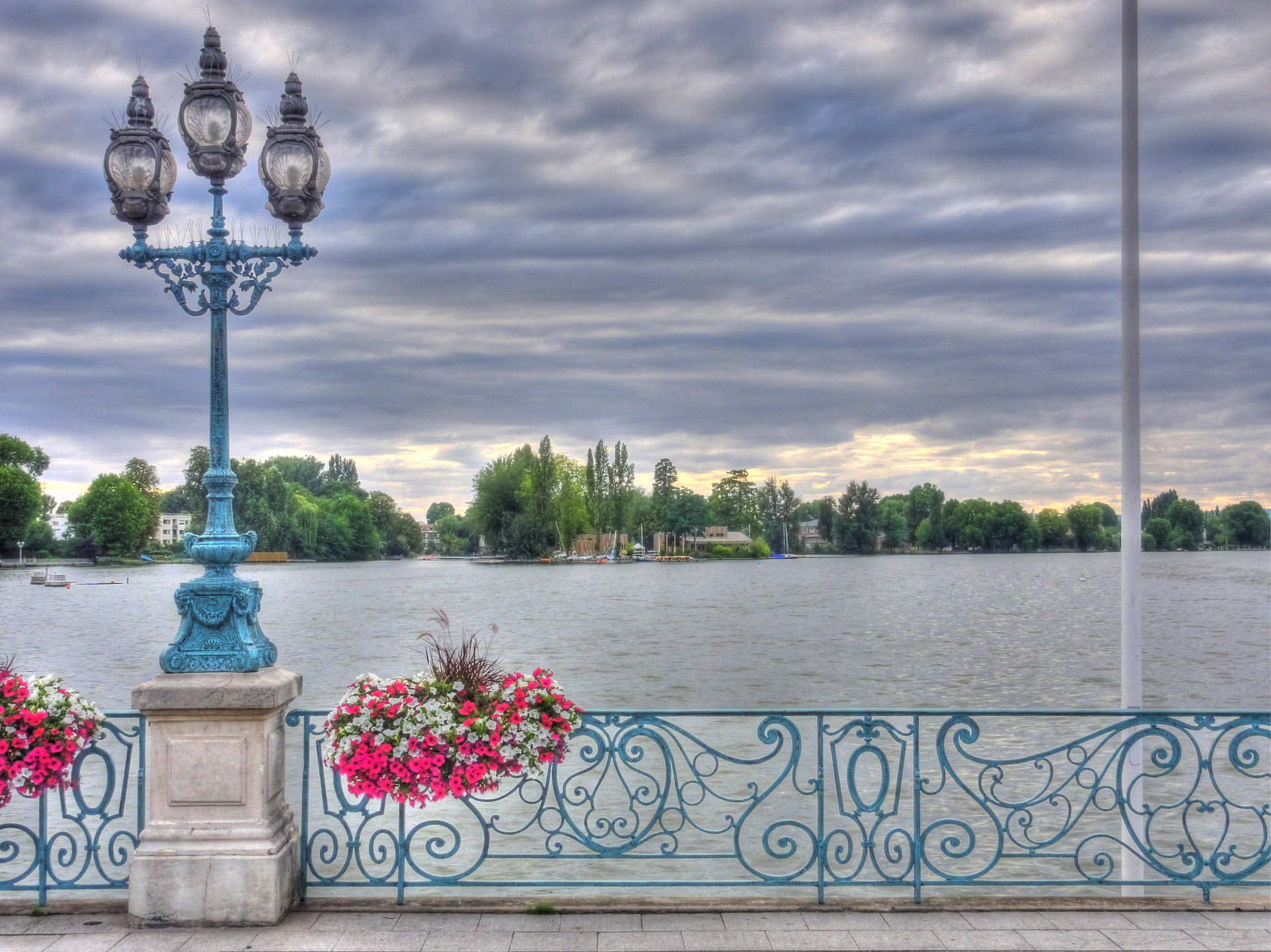
La balustrade de la jetée, et au fond, l'île des Cygnes (photo HDR).
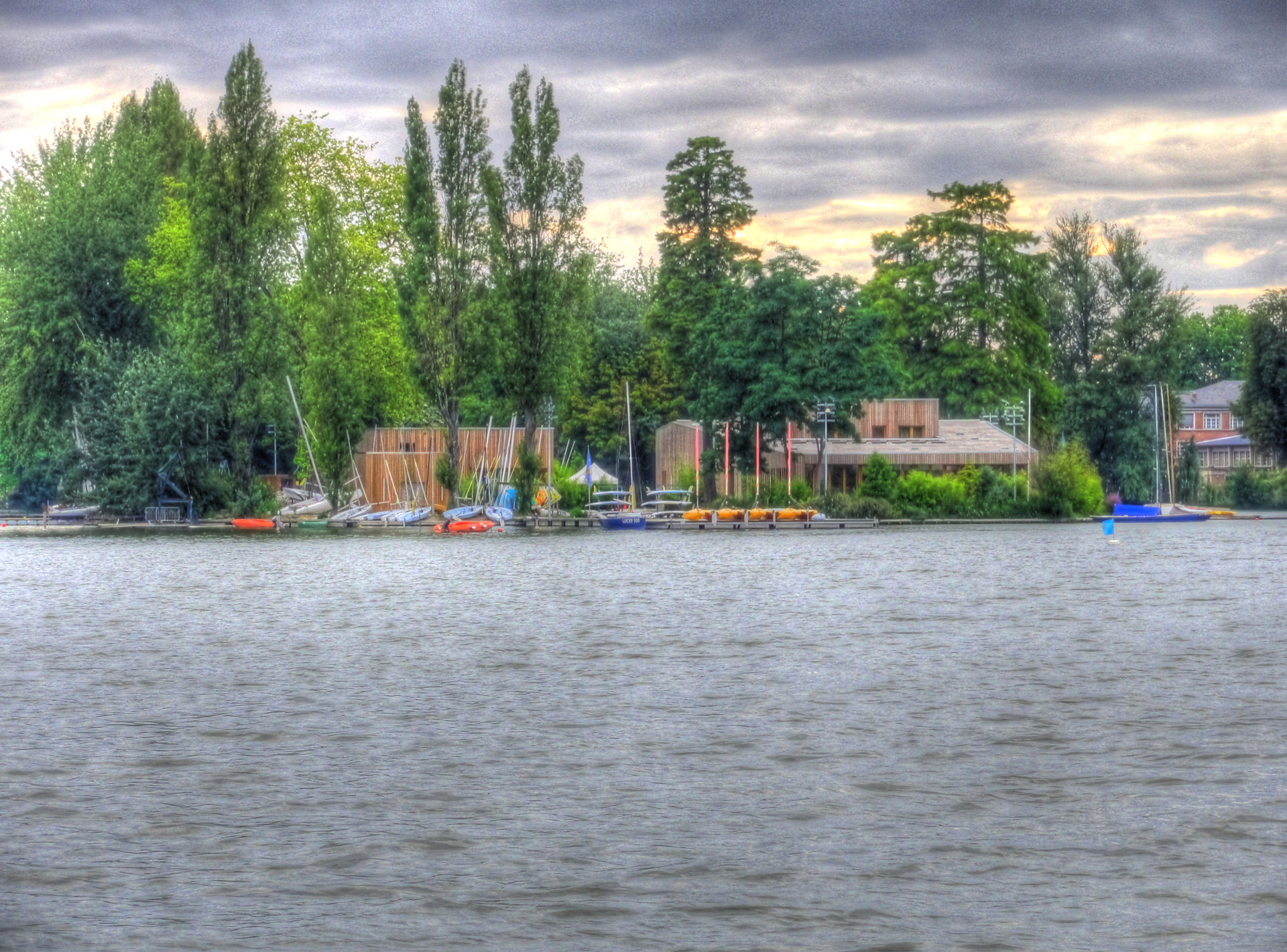
L'île des Cygnes (photo HDR).
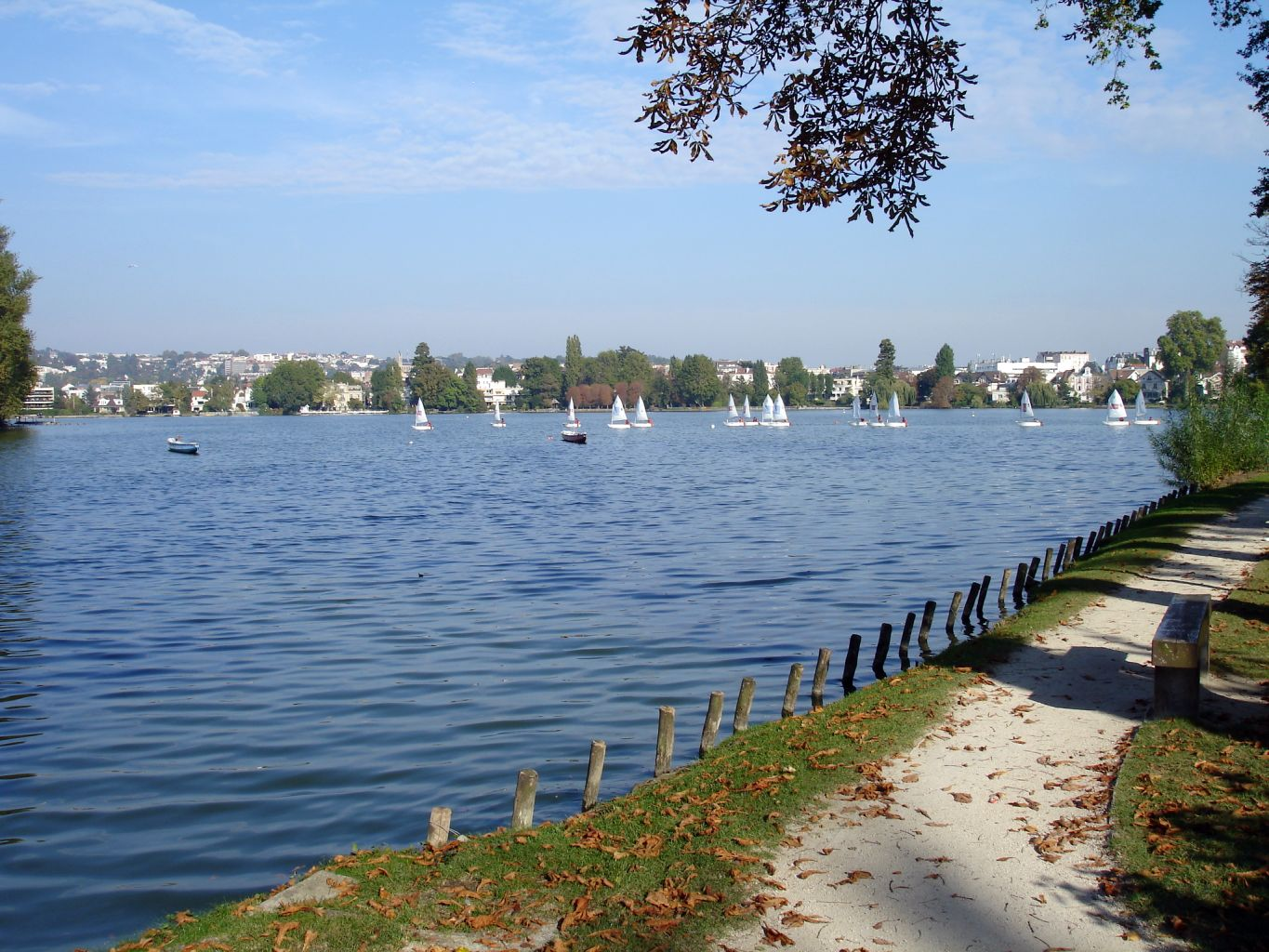
Voiliers sur le lac (vus de la presqu'île aux fleurs).
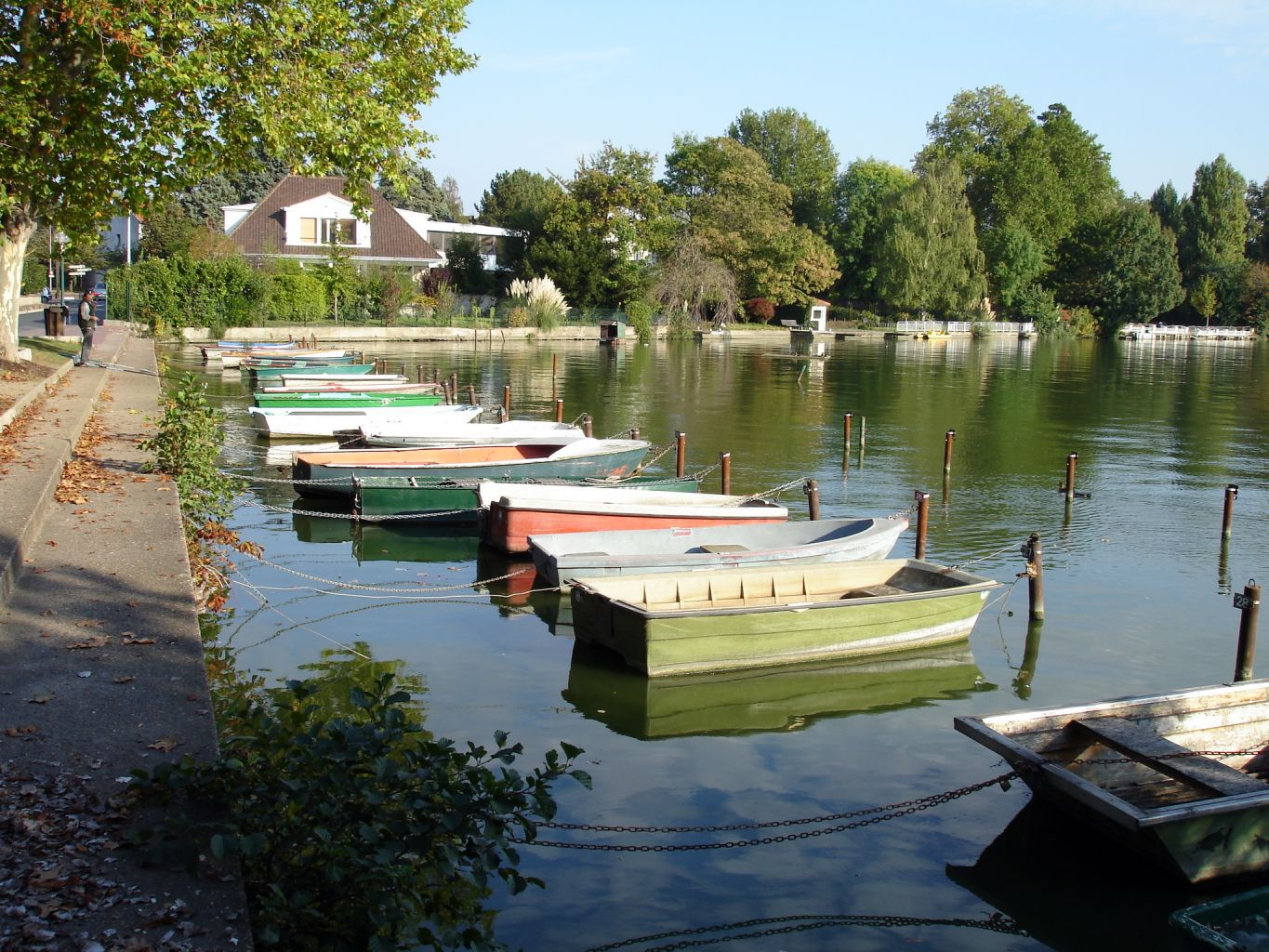
Barques le long de la promenade Éric-Tabarly.

## Compléments

### Le lac d'Enghien dans la culture

#### Dans la littérature
- Le lac est le théâtre du premier chapitre du Bouchon de cristal, un roman policier de Maurice Leblanc[35].